# Procediment administratiu sancionador de la Generalitat de Catalunya
El Procediment administratiu sancionador de la Generalitat de Catalunya prové de l'aprovació del decret 278/1993 de 9 de novembre que s'aplica als àmbits de competència de la Generalitat de Catalunya. Es va aprovar mitjançant el decret 278/1993 de 9 de novembre amb el següent contingut:

## Objecte i àmbit d'aplicació
Segons el decret 278/1993 aquest procediment és el que hauran d'aplicar els òrgans de l'administració de la Generalitat de Catalunya. tot i que s'ha de tenir en compte el matís que això succeeix en aquells àmbits en els quals la Generalitat té competència normativa i que resulta conforme amb el Reial decret 1398/1993 segons el que indica la llei 30/1992 i té caràcter supletori respecte de les disposicions de naturalesa sectorial de competències de la Generalitat que siguin aplicables. També és aplicable als ens locals que tinguin delegades competències de la Generalitat i queden excloses les sancions relatives a:
- Matèria Tributària.
- Infraccions de l'ordre social.
- Règim disciplinari de l'empleat públic.

## Òrgans competents
L'article 2 del decret 278/1993 manifesta que:
- El mateix òrgan no podrà instruir i resoldre
- Que són òrgans competents per a incoar el procediment o decidir l'arxiu els delegats o caps de serveis territorials dels departaments i els directors generals dels òrgans que en cada cas estableix la normativa.
- Són òrgans competents per a la imposició de sancions o per acordar, si s'escau, el sobreseïment els assenyalats en la normativa sectorial corresponent. Si no hi ha previsió expressa, seran òrgans competents per a la imposició de sancions els que resultin de les normes sobre atribució i exercici de competències que estableix el capítol 1 del títol 2 de la llei 30/1992[3] de règim jurídic de les administracions públiques i del procediment administratiu comú.
- En els ens locals són òrgans competents per a la resolució dels procediments sancionadors els presidents de les entitats locals, llevat que les corresponents normes d'atribució

## Procediment

### Actuacions prèvies
L'article 7 del decret 278/1993 estableix que prèviament a l'inici de l'expedient, l'òrgan competent pot obrir o ordenar un període d'informació prèvia amb la finalitat de saber que ha passat i qui hi ha estat involucrat.

### Iniciació del procediment sancionador
L'article 6 del decret 278/1993 dtermina que el procediment:
- S'inicia d'ofici
- S'inicia a iniciativa d'un òrgan competent
- S'inicia per ordre d'un òrgan superior
- S'inicia per denúncia presentada per qualsevol persona

A l'acord d'iniciació de l'expedient s'ha de nomenar un instructor i un secretari.

### Instrucció
L'article 10 del decret 278/1993 permet a l'instructor nomenar d'ofici la pràctica de proves i actuacions i formula el plec de càrrecs amb el contingut següent:
- Identitat de persones o entitats responsables.
- Exposició de fets imputats.
- Infraccions que aquests fets puguin constituir fet referència a la norma reguladora.
- Sancions aplicables.
- Autoritat competent.
- Exposició de danys i perjudicis que es puguin haver ocasionat.
- Mesures de caràcter provisional, si s'escau.

Aquest plec s'ha de notificar juntament amb l'acord en un termini de 10 dies per a formular al·legacions i proposar les proves de les quals s'intentin valer. Les despese de les proves van a càrrec de qui les proposa, i l'instructor tan sols pot declarar improcedent, de forma motivada, una prova quan no puguin alterar la resolució final a favor del presumpte responsable.

### Proposta de resolució
Transcorregut el termini d'al·legacions i el perióde de prova, l'instructor ha de realitzar la proposta de resolució amb el contingut següent:
- Fet que s'imputa.
- La qualificació de la infracció que constitueix el fet i la norma reguladora.
- Sanció o sancions i quantia en el cas de les multes.
- Pronunciaments relatius a l'existència i reparació dels danys i perjudicis que hagin resultat acreditats.
- L'òrgan competent per imposar la sanció i la nromativa que li atorga la competència.

La proposta de resolució s'ha de notificar als interessats en un termina de 10 dies i aleshores l'expedient s'eleva a l'òrgan competent per resoldre.

## Resolució de l'expedient
L'article 15 del decret 278/1993 manifesta que l'òrgan competent ha de dictar resolució de l'expedient de forma motivada i decidir sobre les qüestions que plantegin els interessats i les que derivin de l'expedient. En aquesta resolució no es poden acceptar fets diferents dels de la fase d'instrucció, i ha de contenir:
- Els fets.
- Els responsables.
- La infracció o infraccions comeses.
- La sanció o sancions.
- L'òrgan competent per imposar-les.
- La normativa aplicable.

Igualment, s'ha de fer constar els pronunciaments necessaris sobre l'exigència a l'infractor per la reposició de la situació alterada i la possible indemnització per danys i perjudicis.

## Caducitat
Amb l'entrada en vigor de la llei 4/1999, i amb l'aplicació del seu article 12 que modifica l'article 44 de la llei 30/1992, la caducitat es produeix si venç el termini màxim establert sense que s'hagi dictat i notificat resolució expressa, o sigui per silenci administratiu.

## Acabament
L'article 19 del decret 278/1993 decreta que el procediment sancionador finalitza:
- Per resolució sancionadora.
- Per resolució motivada per la qual s'acorda el sobreseïment.
- Per caducitat del procediment.

L'article 20, del mateix decret decreta que és procedent el sobreseïment:
- Quan els fets no són constitutius d'infracció administrativa.
- Quan no hi hagi indicis racionals.
- Quan no hi hagi acreditat l'existència de responsabilitat, o bé se n'hagi produït l'extinció. En el cas de pluralitat de persones, això només afecta a aquelles en qui concorren les circumstàncies esmentades.

En funció del decret, i del seu article 20.2, l'extinció de responsabilitats es produeix per la prescripció de la infracció.

## Procediment abreujat
L'article 18 del decret estableix que en els casos d'infraccions lleus o de Sanció pecuniària inferior a 601,01 €, i si es tracta d'una infracció flagrant i els fets estan recollits a l'acte o a la denúncia, l'autoritat pot procedir a l'abreujament del procediment on l'instructor fa una proposta de resolució on ha de constar:
- Fets imputats
- Infraccions
- Sancions aplicables
- Autoritat competent per resoldre i normativa.

Posteriorment, es comunica als interessats que tenen 10 dies per fer al·legacions i s'eleva l'expedient a l'òrgan competent per resoldre, que pot proposar o acordar que es segueixi el procediment ordinari.

## Mesures Cautelars
L'article 4 del decret En qualsevol moment del procediment, l'òrgan competent per iniciar l'expedient pot adoptar, mitjançant acord motivat que s'ha de notificar als interessats, les mesures cautelars de caràcter provisional que assegurin l'eficàcia de la resolució final que pugui recaure. Durant la tramitació del procediment s'han d'aixecar aquestes mesures si han desaparegut les causes que van motivar-ne l'adopció. Les mesures cautelars s'ajustaran a la intensitat i a la proporcionalitat, i seran adequades als objectius que es pretengui garantir en cada supòsit.

## Apreciació de delicte o falta
Si durant el procediement s'aprecia la constitució d'un delicte o falta s'ha de passar el tant al Ministeri fiscal i s'ha de suspendre el procediment administratiu. Igualment, s'ha de suspendre si l'administració és coneixedora que hi ha obert un procediment penal. En el cas que la resolució judicial indiqui l'existència de falta o delicte, l'administració no pot continuar el procediment i n'ha de declarar la conclusió i la no-exigència de responsabilitat.

## Prescripció
Segons l'article 3 del decret, la prescripció d'infraccions i sancions es regeix per les lleis que les estableixen i, si no n'hi ha, pel que estableix l'article 132 de la llei 30/1992.